# Furki Tholus
Il Furki Tholus è una struttura geologica della superficie di Venere.